# Hang Thun Hak
Hang Thun Hak (Khmer: ហង្ស ធុនហាក់; * 2. August 1926 in Prek Kak, Bezirk Stueng Trang, Provinz Kampong Cham, Kambodscha; † 17. April 1975 in Phnom Penh, Kambodscha) war ein kambodschanischer Politiker der Sozialrepublikanischen Partei (គណបក្សសង្គមសាធារណរដ្ឋ), der zwischen 1972 und 1973 Premierminister von Kambodscha war.

## Leben
Hang Thun Hak war Rektor der Königlichen Universität der schönen Künste (សាកលវិទ្យាល័យភូមិន្ទវិចិត្រសិល្បៈ). Danach war er von 1970 bis 1972 Minister für kommunale Entwicklung. Im Juni 1972 schloss er sich der von Lon Nol gegründeten Sozialrepublikanischen Partei (គណបក្សសង្គមសាធារណរដ្ឋ) als Mitglied an. Am 15. Oktober 1972 übernahm er von Son Ngoc Thanh selbst das Amt des Premierministers und bekleidete dieses bis zu seiner Ablösung durch In Tam am 6. Mai 1973.
Er kam bei der Einnahme von Phnom Penh durch die Roten Khmer am 17. April 1975 ums Leben.